# Zabłocie (rejon kowelski)
Zabłocie (ukr. За́болоття) – wieś na Ukrainie w rejonie kowelskim, w obwodzie wołyńskim. W II Rzeczypospolitej miejscowość wchodziła w skład gminy wiejskiej Zgorany w powiecie lubomelskim województwa wołyńskiego.
Zachodnia część miejscowości do II wojny światowej nosiła nazwę Mielniki i stanowiła osobną wieś.
W czasie okupacji niemieckiej mieszkająca tutaj ukraińska rodzina Martyneciów udzielała pomocy Żydom, za co w 2001 roku Instytut Jad Waszem uhonorował tytułami Sprawiedliwych wśród Narodów Świata Tychona i Fedorę Martyneciów.
Do 2020 w rejonie lubomelskim.